# 百科事典

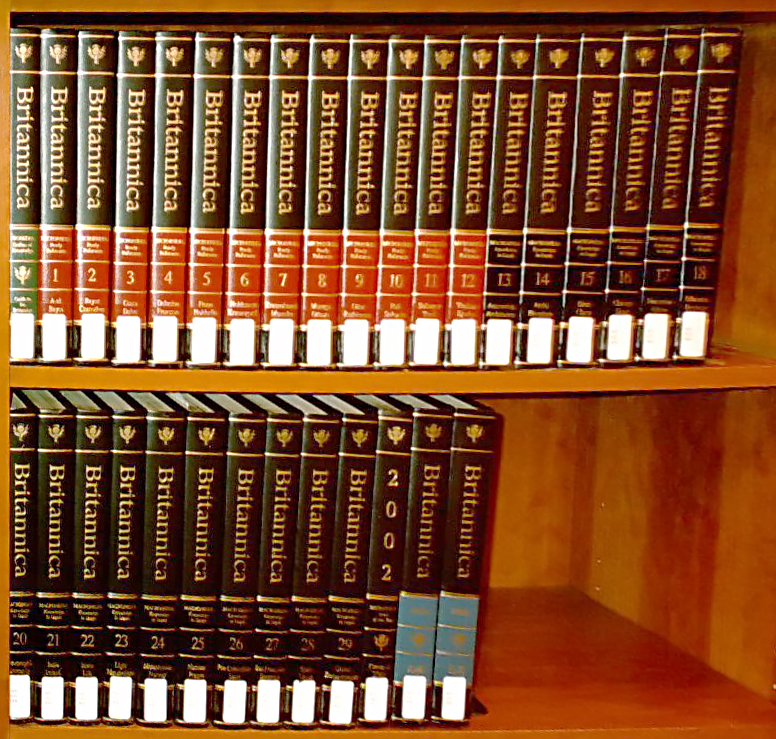
ブリタニカ百科事典第15版

百科事典（ひゃっかじてん、羅: encyclopedia）とは、あらゆる科目にわたる知識を集め、これを部門別やアルファベット順・五十音順あるいはいろは順に並べ、解説を記した書物のことである。「百科」と表記されることもある。

## 概説
広辞苑第七版によれば、百科事典は「学術・技芸・社会・家庭その他あらゆる科目にわたる知識を集め記し、これを部門別あるいは五十音順などに配列し、解説を加えた書物」のことであると定義しており、大辞泉では「人類の知識の及ぶあらゆる分野の事柄について、辞書の形式に準じて項目を立てて配列し、解説を加えた書物」であると定義されている。

### 呼称
「百科事典」の「百科」とはおおむね「さまざまな分野」といった意味である。かつては「百科辞典」とも表記されたが、1931年に平凡社が『大百科事典』を出版し、それ以後「百科事典」の表記が定着した。
「百科全書」（ひゃっかぜんしょ）とも言うが、この呼称はやや古風な呼び方である。特に、後述するフランスの百科全書派の手によるものを指して百科全書と呼ばれることが多い。中国語では「類書」と称するが、これは「百科全書」が正式の表記である。
なお、百科事典を意味する英語: encyclopedia は、ギリシャ語のコイネーの"ἐγκυκλοπαιδεία"から派生した言葉で、「輪になって」の意味であるἐγκύκλιος（enkyklios：en + kyklios、英語で言えば「in circle」）と、「教育」や「子供の育成」を意味するπαιδεία（paideia パイデイア）を組み合わせた言葉であり、ギリシャ人達が街で話し手の周りに集まり聴衆となって伝え聞いた教育知識などから「一般的な知識」の意味で使われていた。

### 体裁

#### 巻数
大型百科事典では数十冊もの大部となるが、記述をコンパクトにまとめた一巻本のものもある。非常に大部のものの場合、索引が独立した一巻となっているものも存在する。索引のほか、地図も単独巻として存在させているものがある。
これら以外にも、定期的に刊行される分冊百科が存在する。分冊百科は映画、医薬、英語、日本史、世界遺産など様々なテーマで刊行され、完結時にファイルするとそのテーマの百科事典が成立する。

#### 媒体
百科事典の媒体は2000年頃までは紙の書物（印刷物）が主流であったが、それ以降は書籍以外にも、電子辞書（携帯型の専用装置で内蔵のICに記録されたもの）、CD-ROM／DVD-ROM、メモリーカード、USBメモリ、ウェブとさまざまな形態で登場している。『ブリタニカ百科事典』など本来は紙媒体であった伝統のある百科事典も、現在はWeb上でサービスが展開されていることが多い。初めからWeb専業で展開された百科事典サービスとしては、ウィキペディアが有名なサービスの内の一つである。

### 分野
百科事典というのは、広辞苑・大辞泉などの説明にもあるように基本的に、さまざまな分野、あるいはあらゆる分野の知識を集めたものである。百科全書派の百科全書や『ブリタニカ百科事典』などもそのような範囲の知識を扱っている。（これが一般的であるが、次に説明するものとあえて区別する時は「総合百科」と呼ばれることがある）。ただし、あらかじめ特定の専門領域に絞ったうえで、その領域内のさまざまな知識を集めた百科事典もある。たとえば『薬学百科事典』、『哲学百科事典』等で、これらの百科事典は「専門百科事典」などと呼ばれることがある。

### 構成・配列
百科事典の構成・配列方法としては、各項目を分野ごとに分類して編成する方法と、各項目の名称で配列する方法（西欧ではアルファベット順、日本語の百科事典の場合は五十音順など）がある。各項目において、その事典に記事のある単語に印が振られ、相互参照が可能になっている場合も多い。オンライン百科事典においてもそれは変わらず、たとえばウィキペディアでは、内部に記事のある単語にハイパーリンクが付され、相互参照を容易なものとしている。なお、中国語では機械的な配列ができないため、ほとんどの辞書・百科事典が分類配列となっている。

### 立項
百科事典の項目の立てかたには、おおまかに分類すると大項目主義と小項目主義の二方式がある。大項目主義は、たとえば日本の文学でいうと、「近代文学」など大きなテーマの項目名のもとに、文芸の潮流や著名な作家・作品などについて一つの項目内で概観できるようにまとめたものである。項目は数ページから数十ページにもわたる長大なものになることもある。小項目主義は、「夏目漱石」「芥川龍之介」「自然主義」「吾輩は猫である」など個々の細かいテーマや事物ごとに網羅的に項目を立て、それぞれ別個に簡潔な解説を加えたものである。『ブリタニカ百科事典』の初版は大項目主義であった。一方、『ブロックハウス百科事典』は小項目主義の徹底で有名である。
どちらの方式にも一長一短がある。大項目主義では全体を体系的に捉えることができる一方で、特定の作品や作家について調べるには不向きである。小項目主義では個々の項目について調べやすい一方で、全体としてのまとまりに欠ける。ただし、この二つの方式は必ずしも対立するものではない。折衷的な方式（中項目主義）を採る百科事典も珍しくない。利点や欠点は取り上げるテーマにおける向き不向きや編者の立場、利用者の目的等によるところが大きい。

### 改訂
百科事典に掲載された記事は、情勢の変化や新理論の発見などによって常に古くなり、役に立たなくなる危険性が存在するため、定期的な改訂と新版の発行が不可欠となる。ただし、それには多額の資金と労力が必要となるため、容易に行えない。この改訂のコストが、紙の百科事典の多くがオンライン版のものへと移行した要因の一つである。また紙の百科事典の場合、改訂に長い時間を必要とし、新しい情報に対してタイムラグが発生してしまう。これはCD-ROM版も同様である。しかし、オンライン版は内容の変更が即座に反映されるため、紙やCD-ROMに比べて情報の更新が迅速であり、この点はオンライン版の優位性の一つに挙げられる。

### 執筆者
古代の百科事典はほとんどが個人の手によるものであったが、18世紀後半には知識の全体量の増大からこのようなことは非常に困難となり、「百科全書」の発行以後は複数の執筆者が専門分野において執筆を行い、それを編集者が編纂して事典に仕立てる方法が主流となった。執筆者は、19世紀前半ごろまでは学界に身を置いていないアマチュアも存在していたが、学問の高度化・専門化に伴いそうしたアマチュアは姿を消し、各分野の学者や専門家が自らの専門分野について寄稿するのがほとんどとなった。知識量の増大と百科事典自体の巻数の増加からこの執筆者の数は一貫して増加する傾向にあり、「百科全書」においては140人ほどだった執筆者は、1911年の「ブリタニカ百科事典」第11版においては1,507人にまで増加していた。この傾向はその後も続き、たとえば2007年に発行された平凡社の「改訂新版 世界大百科事典」においては、執筆者数は約7,000人に上っている。さらにインターネット上のオープンコンテンツの百科事典においては執筆者の多くは再び専門家ですらなくなり、それに伴って執筆者数も激増した。ウィキペディアにおいては、2022年5月1日の時点で、英語版の登録者数は約4,348万人、1か月以内に編集を行ったユーザーだけでも126,197人にのぼる。同日の日本語版のデータは、登録者数が約192万人、1か月以内に編集を行ったユーザーが15,296人である。

### 歴史
一般に「世界最初の百科事典」と呼ばれているのは、フランスのダランベール、ディドロ、ヴォルテール、ルソーらが企画した『百科全書』 （L'Encyclopédie）である。ただし厳密に言えば、それ以前に、百科全書に類似した、様々な分野の知識を集めて項目別に整理した書物が全く無かったわけではないので、それらも含めて解説する。

### 起源
ヨーロッパではすでに紀元前2世紀頃から古い書物を収集し、その内容をまとめることが行われた。代表的なものにプリニウスの博物誌がある。
しかし今日のような辞書形式のものは、10世紀末の東ローマ帝国中期「マケドニア朝ルネサンス」の時代に生まれた皇帝コンスタンティノス7世“ポルフュロゲネトス”はギリシアやラテンの古典から歴史や思想についてのさまざまな話題を集め、統治の参考書として編纂した。この流れでヨハネス1世ツィミスケス（在位969年 - 976年）の治下にはギリシア語の辞書『スーダ辞典』（スダ）が完成している。現在の百科事典と語義辞書の両方の性格を持ち、現在に伝わるもっとも古いアルファベット順配列による事典と考えられている。『スーダ辞典』には誤伝も見られるが、現在は失われた古代の諸作家の作品の膨大な引用によって、現在でも文献学研究の上で意義を認められている。『スーダ辞典』の編集者の名はスイダス（Suidas）であると長く考えられ、そこから辞典類を指す接尾辞 -das が生じた。（例：イミダス=Imidas）
一方アジアでは、歴史上、百科事典に近いものとしては中国で古くより類書が存在してはいたが、これはまだ用語集的な色合いが強く、本格的なものとしては明の時代の中国に、14部構成・全106巻に及ぶ『三才図会（さんさいずえ）』という図入りの百科事典があり、1607年に完成、2年後に刊行された。日本ではこれに倣い、江戸時代の1712年、寺島良安によって『和漢三才図会』がまとめられた。こちらも図解書で、解説は漢文で書かれた。これらも広義の百科事典と呼べる。なお、（現代の百科事典も現代の世界観の反映だが）これらも執筆された時代の世界観を反映しているので、現代人にとっては空想上のものと見なされる「不死国」「長脚国」などに関する記述も含んでいる。

### 近代的百科事典の成立

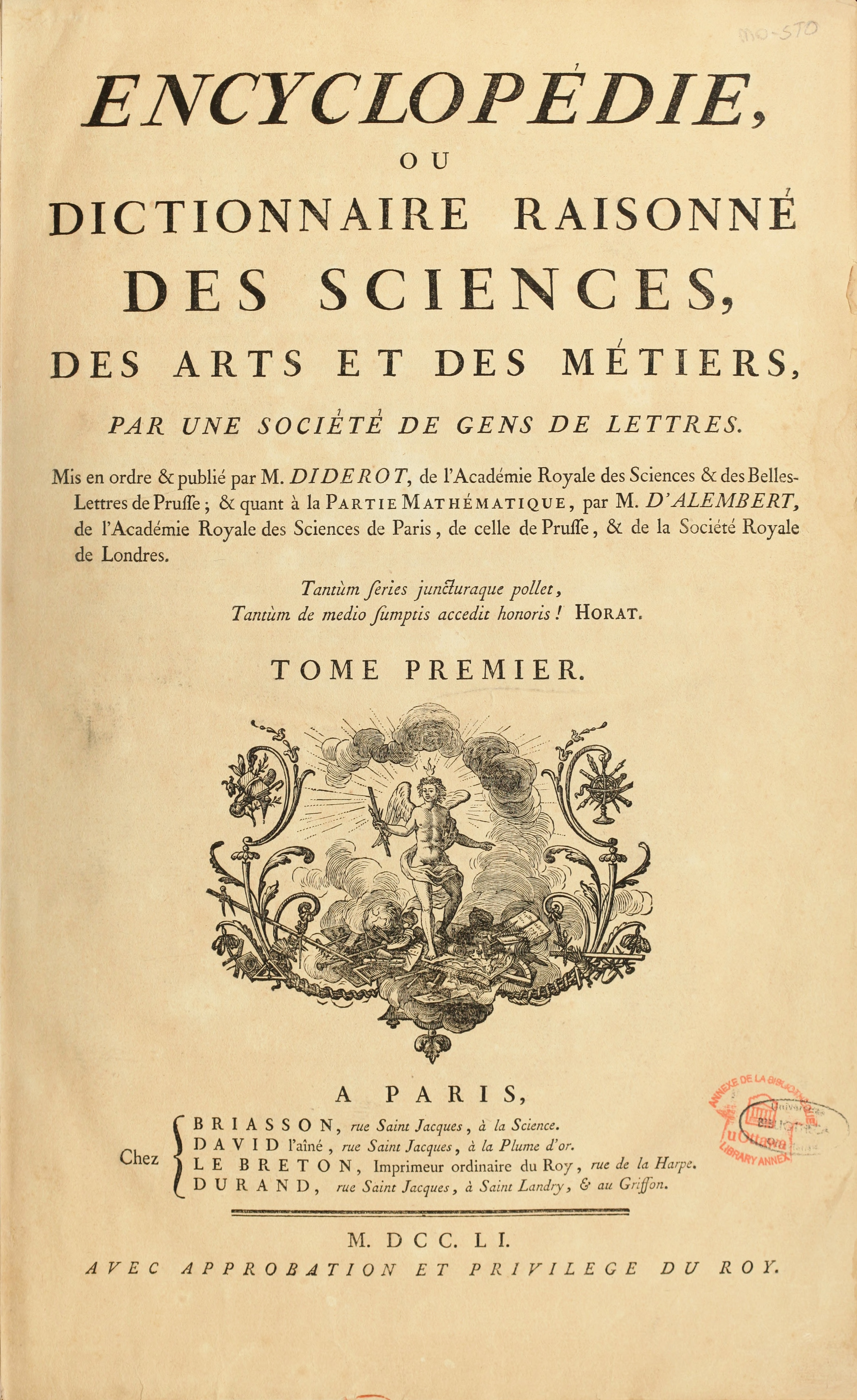
百科全書の表紙

ルネサンス以後、あまたある知識や語彙を集積した書物が各国において徐々に発行されるようになった。17世紀初頭には、それまで分野別になっていた各項目の配列がアルファベット順に並べられるようになった。これにより、百科事典は編集者の価値観に秩序付けられる概念の関係によらず、アルファベットによる機械的で一律な構成となった。1695年から1697年にはピエール・ベールによって「歴史批評辞典」が書かれた。またイギリスのイーフレイム・チェンバーズが1728年に『サイクロペディア、または諸芸諸学の百科事典』を出版している。サイクロペディアにおいては各項目間の相互参照が初めて導入されており、のちの百科事典に大きな影響を与えた。また、サイクロペディアはそれまでの事典が人文系に片寄っていたのに対し、科学や技術系の記述を大幅に増やしたのも特徴である。
しかし、一般に世界最初の百科事典と呼ばれているのは、フランス革命前夜の1751年に開始された、フランス啓蒙思想運動の一環としてダランベール、ディドロ、ヴォルテール、ルソーらが企画した分冊の『百科全書』（L'Encyclopédie）である。彼らは予約購読者を募り、分冊販売としてそれを刊行した（販売形態は今日よく見られる「月刊○○百科」のようにあるテーマで定期刊行される分冊百科を思わせる）。この企てにより彼らは「百科全書派」と呼ばれている。ただし、それぞれの項目の執筆姿勢などで意見の食い違いが生じ、内紛から離脱者が絶えなかった。
この百科全書の特徴は、「美」、「愛」、「音楽」といった大項目の他に、近代に登場した新しい技術を断面図などを含む絵入りの図解で分かりやすく解説、新知識を広く一般の共有財産にしようとしたことにある。良く知られる項目では、「農機具」、「石炭の露天掘り」、「洗濯船」、「廻り舞台」などがある。これ以後、百科事典という語は知の一切を叙述する企ての異称としても用いられる。代表的な例としてヘーゲルの『エンチクロペディー』（ドイツ語で「百科事典」の意）が挙げられる。また、それまでの百科事典が編集者個人の著作、あるいはその傾向が濃いものであったのに対し、百科全書は名高い一流の学者たちがそれぞれ専門分野において寄稿を行い、それを集積して一つの巨大な事典を作るという方向性を明確に示し、以後百科事典はこのスタイルによって作成されていくようになった。

### 百科事典の発展
百科全書の刊行後、これに刺激を受けて各国で百科事典が刊行されるようになった。1768年にはスコットランドのエディンバラにおいて「ブリタニカ百科事典」の刊行が開始され、1796年にはドイツのライプツィヒでブロックハウス百科事典が刊行を開始した。1829年にはフィラデルフィアでアメリカ大百科事典の刊行が始まるなど、19世紀中はアメリカ、イギリス、フランス、オランダ、ドイツなどで百科事典の刊行が行われるようになった。こうした百科事典の編纂はしばしば強力な個性を持つ編纂者によって推進された。たとえばフランスにおいては、ピエール・ラルースが1863年から1876年にかけて「19世紀大百科事典」を刊行したが、これはほぼ自らの一生をかけたものであり、ラルース自身は刊行が完了する前の1875年に死亡した。この19世紀百科事典は彼の名を取ってラルースと呼ばれるようになり、以後もこのラルース百科事典は大規模な百科事典の一つとして長く存続している。
20世紀に入るとさらにそれまで百科事典の刊行されていなかったスペインや日本、イタリアなどの新興国や中小国でもさかんに百科事典の刊行が開始されるようになった。この時期に各国で競って百科事典が刊行されたのは、知の集大成たる百科事典を自国で刊行することによって国威を発揚するといった、国家間の競争の意味合いが存在した。

### 近代以後の日本の百科事典

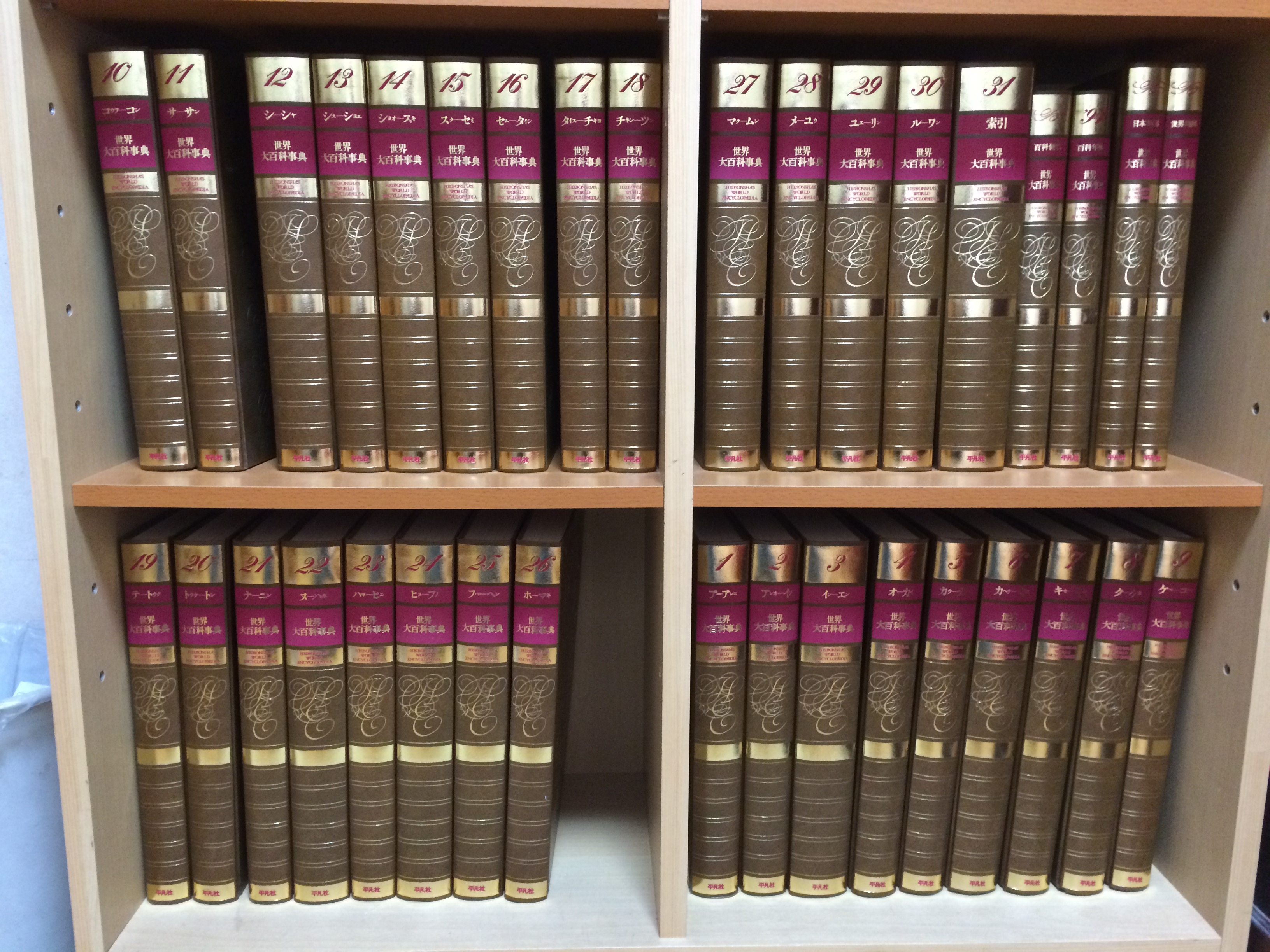
平凡社 世界大百科事典

近代の日本では、明治の文明開化の時期に西周によって『百学連環』という日本初の百科事典が作られた。他に小中村清矩らの尽力で成立した『古事類苑』がある。1879年、当時の文部省により編纂が開始され、後には神宮司庁が引き継いで1914年に完成された。各時代の事物についての古文献を集成したため、資料的価値が高い。
しかし、西洋式の近代的な百科事典としては、明治末に三省堂から刊行が開始された『日本百科大辞典』（全10巻、齋藤精輔の編纂で1907年刊行開始、1919年完結）が最も早いものである。ついで昭和初期からは平凡社の『大百科事典』（1955年に『世界大百科事典』へ改題）（全28巻、1931年刊行開始、1934年完結）などが発刊された。新たに「辞典」ではなく「事典」という語を作り出して書名に使用したのは、この平凡社のものが最初で、以後「百科事典」という漢字表記が一般化する。
さらに昭和期の高度経済成長を経ると1960年代頃には各家庭に分冊の百科事典が置かれているのは珍しい風景ではなくなり、大衆化を果たした。平凡社からは、1961年に『国民百科事典』（全7巻）、学習研究社からは、1965年に『現代新百科事典』（全6巻）、小学館からは、1962年に『日本百科大事典』（13巻、別冊）、続いて1965年に『世界原色百科事典』（全8巻）、さらに1967年には『大日本百科事典ジャポニカ』（18巻、別巻4）が発行された。各社から次々と百科事典が刊行され人々もそれを求めたこの時期を指して、百科事典ブームと呼ぶ。
こうした百科事典は書店の店頭販売だけではなく、セールスマンによる訪問販売も盛んに行われた。1970年前後には、強引な百科事典の販売が社会問題となり、このことがきっかけに夜間訪問の禁止など訪問販売のルールの原型が作られた。この時代、百科事典は実用面よりも応接間の飾りやステータスシンボルとしての役割を果たしていたが、場所を取ることもあり、百科事典ブームが終息した後では大部の百科事典はあまり家庭では歓迎されなくなり、廃棄処分されることが多くなった。
百科事典と比較すれば一つの項目あたりの記述の内容も簡易で文字数も少ないが広く各分野にわたる用語の辞典と呼べる出版物として、1948年に自由国民社から『現代用語の基礎知識』が毎年発行されるようになり、流行・世相をふんだんに取り入れた時代風俗を映す年刊の資料集的なものも市場に現れるようになった。のちに1986年には集英社から『イミダス』が発行され、1989年には朝日新聞社から『知恵蔵』という同コンセプトの年刊資料集が現れ、この3誌が鼎立（ていりつ）するようになったが、『イミダス』『知恵蔵』は、インターネットの普及に伴う販売部数の減少により2007年版をもって紙媒体を廃止し、ウェブ版に完全移行したため、紙媒体のこうした年刊資料集は「現代用語の基礎知識」を残すのみとなっている。その「現代用語の基礎知識」も2020年版からは大幅なリニューアルがなされ、2019年版が1,226ページなのに対して、296ページとコンパクト化が図られた。
1983年には、講談社インターナショナルより『英文日本大百科事典』が刊行された。同書は、日本を英文で体系的に紹介するものであり、全9巻、英単語数400万語に及び、執筆者は27カ国、1,300名以上で、費用はおよそ1,500万ドル（出版当時の為替レートで34億円以上）かかった。

### 電子化

#### CD-ROM／DVD-ROM版
1990年以降は、パーソナルコンピュータの普及と大容量光学ドライブ搭載に伴い、百科事典はCD-ROMなどの光学メディアによるコンピュータソフトウェアとしても出回るようになった。当初はこうした動きは弱いもので、1990年には紙の百科事典である『ブリタニカ』の売り上げは過去最高を記録していた。しかし1993年に発売が開始されたマイクロソフトの「エンカルタ」などのCD-ROM版の百科事典の急成長によって紙の百科事典の売り上げは激減し、『ブリタニカ』の売り上げは数年で5分の1にまで減少した。こうした動きに対し、1994年には『ブリタニカ』もCD-ROM版を発売開始するなど、多くの百科事典がこの流れに追随した。しかし、この時点においてすでに百科事典の売り上げは急減しており、結果的にCD-ROM／DVD-ROM版の発行は新規参入者を含めどの発行者にも利益をもたらさなかった。2000年の百科事典全体の売り上げは1990年に比べ10分の1にまで落ち込んでいた。

#### ウェブ版
上記の動きはパソコン同士が有機的にリンクされていない時代からの話であったが、2000年ごろからはインターネットの発達と普及に伴い、ウェブ版も作られるようになってきた。こうしたウェブ版の百科事典はインターネット百科事典と呼ばれるようになり、百科事典の一つの大きな流れとなった。1999年には『ブリタニカ』がウェブ上での無料公開を開始し、『ラルース』などの伝統的な百科事典は書籍と同時にオンライン版を展開するなど、新たな対応に着手した。
2005年の段階で、携帯電話・PHSのウェブブラウザでアクセスできる百科事典も存在しており、誰でも、使いたい時に、どこでも百科事典の知識にアクセスできる環境になりつつあった。紙媒体の百科事典は、刊行後時間が経つと時事的な内容に関しては記述が陳腐化してしまいがちであるが、ウェブ版の百科事典では、項目内容の随時更新が可能であり、改訂が容易である。ウェブ版およびCD-ROM等の電子媒体を用いた百科事典は、検索や相互参照機能などの使い勝手が紙製の書籍より一般的に優れている。こうした流れはさらに加速し、2012年には百科事典の代表格であった『ブリタニカ百科事典』が書籍版の発行を取りやめ、ウェブ版へと完全移行することを表明した。また2009年には、朝日新聞社、講談社、小学館、朝日新聞出版の4社が共同で参加各社の百科事典をインターネット上で参照することのできるコトバンクをスタートさせた。

#### 読者参加型
1990年代から多くの百科事典がCD版やウェブ版へと移行するようになったものの、それらの百科事典はいまだ専門家によって執筆・監修され、出版社によって発行される一方向からのものであることにかわりはなかった。しかし2001年に、ジミー・ウェールズとラリー・サンガーによってウィキペディアが設立されると、この流れは大きく変わった。ウィキペディアはそれまでの百科事典とは異なり、「誰でも」執筆や編集に参加できることを特徴とし、実際にこれによってウィキペディアは大きく成長を遂げ、規模としては世界最大の百科事典となった。またこの成功を受け、ウィキペディアのほかにもいくつかの読者参加型のインターネット百科事典が編纂されるようになった。
こうした百科事典の新しい潮流のひとつである、ウィキペディアなどの「誰でも」執筆や編集に参加できることを特徴とするプロジェクトに関しては、従来の百科事典のように専門家や研究者が編纂する体系的書物と比較して、信頼性に問題があるとする指摘がある。同時に、多くのサービスが無料で提供されていることから伝統的な出版業者にとって経営上の不利益をもたらすという指摘もなされている。一方で、ウィキペディアの質を擁護する識者の評価もある。

### 読書としての百科事典
百科事典は「調べる」本であって、「読む」本ではないが、読むことを目的とすることもある。
- 井上ひさし（『吉里吉里人』新潮社 1981年）- 百科事典をフォトコピーして記憶する男が出てくる
- A．J．ジェイコブズ（『驚異の百科事典男 世界一頭のいい人間になる!』文春文庫 2005年）- ブリタニカを全巻読破するノンフィクション
- 小川洋子「百科事典少女」（『最果てアーケード』講談社 2012年）

## 主な百科事典

### 外国
- ブリタニカ百科事典 - 英語。オンライン版も存在。
- アメリカ大百科事典 - 英語。
- 大百科事典（フランス語版） - フランス語。
- ラルース百科事典 - フランス語。
- ブロックハウス百科事典 - ドイツ語。
- イタリア百科事典 - イタリア語。
- 欧米国際教養百科事典（英語版） - スペイン語。
- ノルウェー百科事典 - ノルウェー語（ブークモール）。
- オットー百科事典[47] - チェコ語。
- ソビエト大百科事典 - ロシア語。
- ロシア大百科事典 - ロシア語。
- 中国大百科全書 - 中国語。
- 斗山世界大百科事典（斗山東亜） - 韓国語。EnCyberという名称でオンライン版もある。
- カトリック百科事典 - 英語。カトリック以外の分野の記事もある。
- イスラーム百科事典 - 英語。
- ヘブライ百科事典 - ヘブライ語。
- ジューイッシュ・エンサイクロペディア - 英語。
- エンサイクロペディア・ジュダイカ - 英語、ドイツ語、ロシア語。
- Biographisch-Bibliographisches Kirchenlexikon（BBKL）[注 8] - ドイツ語。神学全般。
- Pallas Nagy Lexikona[注 9] - ハンガリー語。
- Austria-Forum（AEIOU） - 英語およびドイツ語[注 10]。

### 日本
- 世界大百科事典（平凡社） - 書籍、CD-ROM、Web（Web版は終了）

あらゆる分野をバランスよく記載。
- 日本大百科全書（小学館） - 「ニッポニカ」書籍、CD-ROM、電子ブック、Internet、i-Mode

日本の事物を中心に、様々な項目が収録されている。
- ブリタニカ国際大百科事典（ブリタニカ） - 書籍、CD-ROM、Internet（最新版は英語）

『ブリタニカ百科事典』の和訳事典。イギリスに関する記事を中心に、広範な項目が収録されている。
- マイペディア（平凡社） - 書籍、CD-ROM、電子辞書、メモリーカード、インターネット

同社の世界大百科事典より小型の百科事典。
- 世界原色百科事典、大日本百科事典「ジャポニカ」、万有百科事典「ジャンル・ジャポニカ」 - いずれも小学館、書籍

小学館より販売されていた百科事典。絶版。
- 国民百科大辞典（冨山房） - 書籍
- ポプラディア（ポプラ社） - 書籍、DVD-ROM、Internet
- エンカルタ（マイクロソフト） - CD-ROM、DVD-ROM、Internet（終了）

### 年刊の用語事典
- 現代用語の基礎知識（自由国民社）
- イミダス（集英社）
- 知恵蔵（朝日新聞社）

## インターネット上の百科事典
- ウィキペディア（ウィキペディア日本語版） - ウィキメディア財団が運営しているインターネット百科事典である。
- Citizendium - ウィキペディア設立者の一人で後に手を引いたラリー・サンガーによって立ち上げられた。執筆者は実名登録が求められる。
- Yahoo!百科事典 - 日本大百科全書（小学館）が無料で使えていた。2013年12月3日をもってサービス終了。
- はてなキーワード - 旧はてなダイアリーキーワード
- 近代デジタルライブラリー （分類：00総記-031百科事典）国立国会図書館 - 200種類以上の百科事典がWEB上で公開された。
- ジャパンナレッジ - 小学館グループの株式会社ネットアドバンスが提供する、有料会員制の知識探索サイト、インターネット百科事典。